# Rus (geslacht)
Rus (Juncus) is een geslacht van planten uit de russenfamilie (Juncaceae). De planten lijken oppervlakkig gezien op grassen. De bloembouw is bij russen lang zo sterk niet op windbestuiving ingericht als bij de grassen. Daardoor zijn de bloemen duidelijker als zodanig te herkennen en bij nadere bestudering zijn al snel de verschillende onderdelen van de bloem zoals tepalen, vruchtbeginsel met stijl en stempels en meeldraden te vinden. De tepalen zijn bruin of groen en kunnen een vliezige rand hebben. Een overeenkomst met grassen is de aanwezigheid van de smalle bladeren en scheden van waaruit de bladeren groeien. De bladeren van russen zijn priemvormig en onbehaard.
Het vruchtbeginsel is bovenstandig, het aantal meeldraden is drie tot zes en  het aantal bloemdekbladen is zes. De vrucht van russen is een doosvrucht die  veel zaden bevat. 

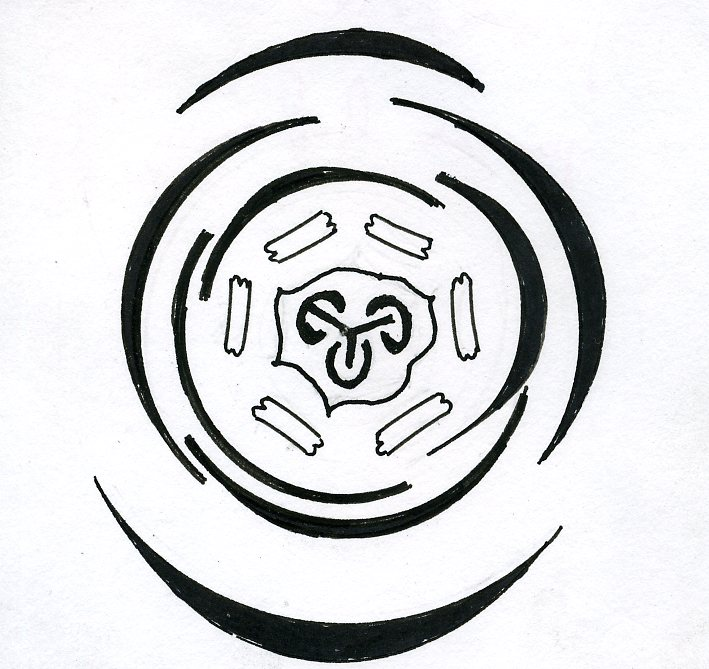
Bloemdiagram van rus
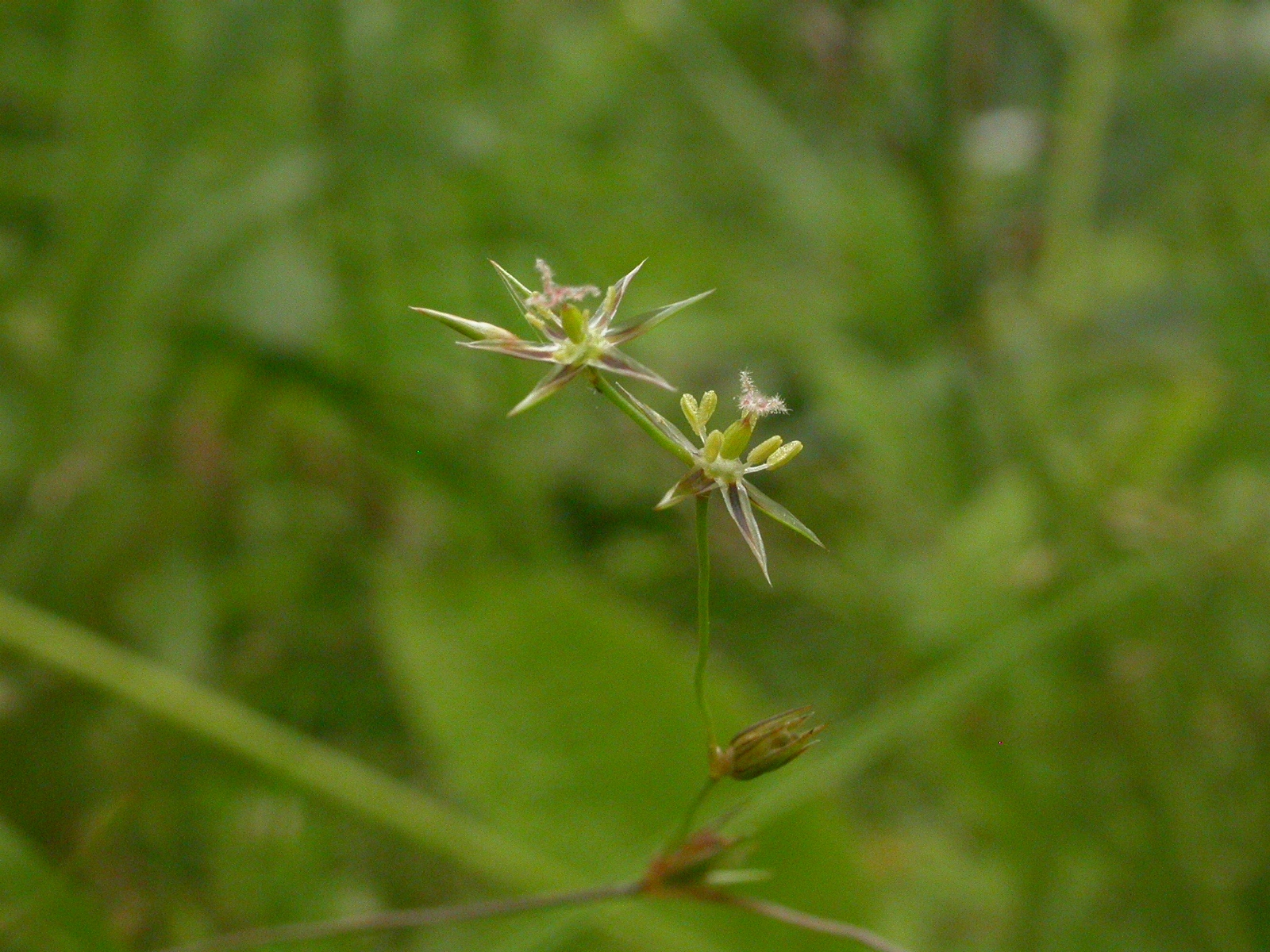
Bloem van greppelrus
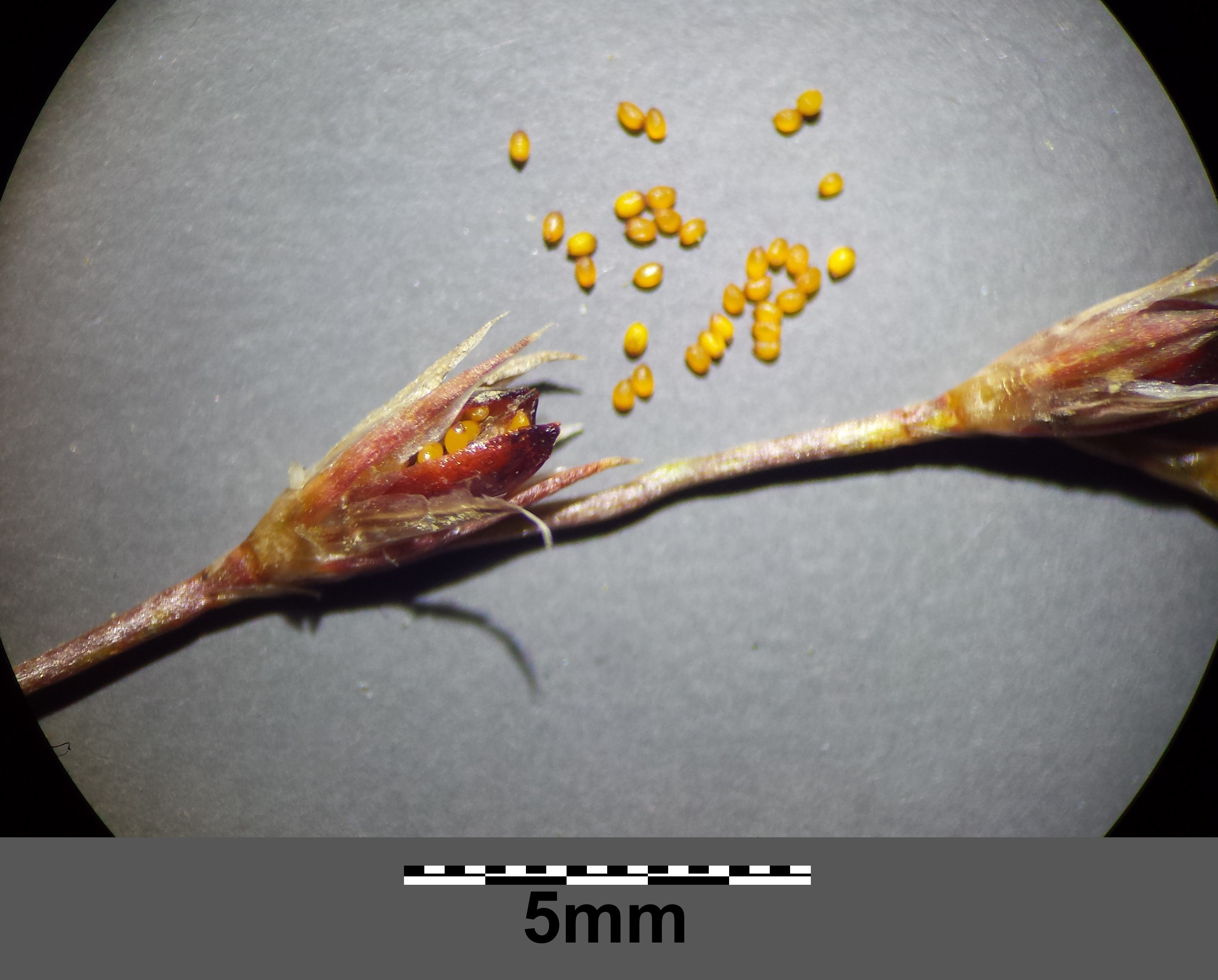
Doosvrucht met zaden van grepperus
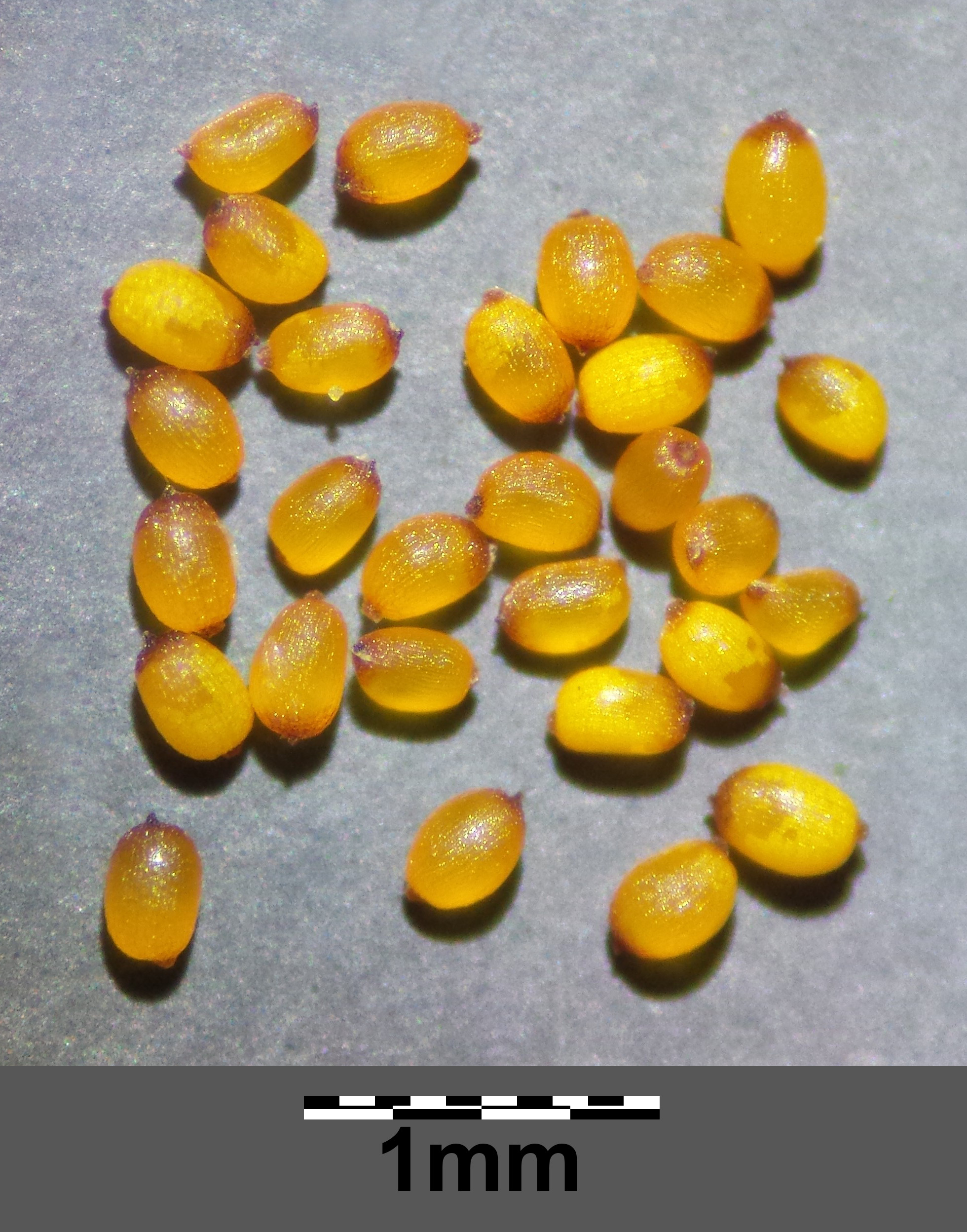
Zaden van greppelrus

In de Benelux groeien in het wild circa twintig soorten. Russen treden doorgaans op in natte tot vochtige pioniervegetatie. De meeste soorten zijn overblijvend en houden in dat geval in de winter hun groene bladeren. 
Russen hebben voor grazende dieren weinig voedingswaarde. Als strooisel kunnen ze wel dienen.
Binnen dit geslacht komen bastaarden voor. De alpen-, zomp-, duin- en veldrus kunnen onderling kruisen, evenals biezenknoppen, draad-, pit-, noordse - en zeegroene rus. Ook de  platte en zilte rus kunnen hybridiseren. Meestal zijn de hybriden onvruchtbaar, uitzonderingen daargelaten.

## Lagere taxa in Nederland en België
- alpenrus (Juncus alpinoarticulatus subsp. alpinoarticulatus)
- biezenknoppen (Juncus conglomeratus)
- Canadese rus (Juncus canadensis)
- draadrus (Juncus filiformis)
- duinrus (Juncus alpinoarticulatus subsp. atricapillus)
- dwergrus (Juncus pygmaeus)
- greppelrus (Juncus bufonius)
- knolrus (Juncus bulbosus)
- koprus (Juncus capitatus)
- noordse rus (Juncus balticus)
- paddenrus (Juncus subnodulosus)
- pitrus (Juncus effusus)
- platte rus (Juncus compressus)
- tengere rus (Juncus tenuis)
- trekrus (Juncus squarrosus)
- veldrus (Juncus acutiflorus)
- wijdbloeiende rus (Juncus tenageia)
- zeegroene rus (Juncus inflexus)
- zeerus (Juncus maritimus)
- zilte greppelrus (Juncus ambiguus)
- zilte rus (Juncus gerardii)
- zomprus (Juncus articulatus)
- zwaardrus (Juncus ensifolius)
- Juncus ×kern-reichgeltii
- Juncus ×sallandiae

... · 
J. acutiflorus (veldrus) · 
J. alpinoarticulatus (alpenrus) · 
J. articulatus (zomprus) · 
J. balticus (noordse rus) · 
J. bufonius (greppelrus) · 
J. bulbosus (knolrus) · 
J. canadensis (Canadese rus) · 
J. capitatus (koprus) · 
J. compressus (platte rus) · 
J. conglomeratus (biezenknoppen) · 
J. effusus (pitrus) · 
J. ensifolius (zwaardrus) · 
J. filiformis (draadrus) · 
J. foliosus (gestreepte greppelrus) · 
J. gerardii (zilte rus) · 
J. inflexus (zeegroene rus) · 
J. maritimus (zeerus) · 
J. pygmaeus (dwergrus) · 
J. subnodulosus (paddenrus) · 
J. squarrosus (trekrus) · 
J. tenageia (wijdbloeiende rus) · 
J. tenuis (tengere rus) · 
...